# السرب 131 (إسرائيل)
تشكل السرب 131 التابع للقوات الجوية الإسرائيلية، المعروف أيضاً باسم (سرب الطائر الأصفر) (بالعبرية: טייסת אבירי הציפור הצהובה) في 14 أكتوبر 1973. وهو سرب طائرات طراز سي-130 إي وكيه سي-130 إيتش، يتمركز في قاعدة نفاطيم الجوية.
في 25 نوفمبر 1975، تحطمت طائرة سي-130 تابعة للسرب بعدما اصطدمت بقمة جبل الحلال في سيناء خلال تدريب مشترك مع قوات المشاة نتيجة الغيوم الكثيفة، قُتل كل من كان على متنها من بينهم 9 من الطاقم و11 جندياً.